# Get It Right (canción de Miley Cyrus)
«Get It Right» —estilizado como:«#GETITRIGHT» y traducido al español: «Hacerlo bien»— es una canción interpretada por la cantante estadounidense Miley Cyrus, incluida en su cuarto álbum de estudio, Bangerz, lanzado el 8 de octubre de 2013. La canción fue escrita y producida por Pharrell Williams, quien ha trabajado con artistas de prestigio como Britney Spears, Robin Thicke, Daft Punk y Madonna. Originalmente, la canción había sido elegida como primer sencillo del álbum de Cyrus, pero meses después fue descartada y en su lugar la canción «We Can't Stop» fue lanzada como sencillo. «#GETITRIGHT» fue compuesta a manera de canción pop, la cual cuenta con influencias del funk, y su lírica habla acerca de un deseo sexual.

## Antecedentes
Durante una entrevista para la revista V, Cyrus y el productor Pharrell Williams consideraron a «#GETITRIGHT» como el primer sencillo del álbum, finalmente titulado Bangerz y puesto en libertad en octubre, aunque la canción «We Can't Stop» fue elegida en última instancia. En dicha entrevista el autor de la revista comenta: «Ellos [Cyrus y Williams] están escuchando "#GETITRIGHT", el posible primer sencillo de su inminente primer álbum post-Disney, cargado de silbidos y dulzura inteligente que oculta parcialmente la naturaleza sexual franca de sus letras».

## Descripción
«#GETITRIGHT» es una canción pop, influenciada principalmente por el funk, fue escrita y producida por Pharrell Williams. Mariah Eakin de The AV Club señaló que la canción incorpora en el coro, algunos «silbidos caprichosos» que apuntan la canción a una dirección más adulta, mientras que Nick Catucci de Entertainment Weekly reconoció el uso de una guitarra funky, además afirmó que la lírica (Would you believe I'm dancing in the mirror? / I feel like I got no panties on / I wish that I could feel ya / Now hurry, hang up that damn phone! —en español: "¿Creerías que estoy bailando en el espejo?/ me siento como si no tuviese bragas/ desearía poder sentirte/ así que date prisa, ¡cuelga el maldito teléfono!"—) aborda el tema del deseo sexual y la ausencia de un amante. Jim Faber de Daily News describió a la canción como «genuinamente agradable», la cual cuenta con una «alegría vocal». Evan Sawdey de PopMatters sintió que su producción fue similar a la de «Starships» de Nicki Minaj, la cual fue producida por RedOne.

## Recepción crítica
Tras su lanzamiento, recibió críticas generalmente favorables de los críticos de música, que apreciaron su producción global. Mariah Eakin de The AV Club felicitó a su trabajo en Bangerz, describe la canción como «perfectamente adecuado para una veinteañera, aunque uno que no tiene problemas con la desnudez». Nick Catucci de Entertainment Weekly, opinó que la pista es «tan inmodesto como era de esperarse de una joven que recientemente dio lugar a una moda de los movimientos de balanceo en péndulos públicos» y además describió a la canción como la versión femenina de la canción «Blurred Lines» de Robin Thicke. Kyle Fowler de Slant Magazine apreció la canción por ser una «rebanada sexy de pop-funk cuya letra presume de una pantalla lasciva pero refrescante de la agencia sexual femenina». Jason Lipshutz de la revista Billboard calificó positivamente a la canción y destacó que es un buen trabajo por parte del productor Pharrell Williams, además destaca que la pista tiene un ambiente romántico.
Sin embargo, Heather Phares de Allmusic dio una revisión más mixta de la canción, lo que sugiere que es «tan animosa que casi suena inocente a pesar de la insistencia de Miley en querer ser mala». Asimismo el sitio web Fact no le pareció una buena canción, en su crítica comenta que es una de las peores letras del álbum. Channing Freeman de Sputnikmusic le parece horrendo y de mal gusto el título de la canción, pero aun así «esta exquisitamente bien producido y relativamente discreto en comparación con el resto del álbum».
En abril de 2015, Jason Lipshutz de la revista Billboard realizó una lista de las 15 canciones pop que nunca fueron lanzadas como sencillo pero deberían haberlo sido. En esa lista apareció «Get It Right» con la siguiente reseña: «Como un álbum pop lleno de múltiples sencillos exitosos de número 1, como Bangerz de Miley Cyrus era una anomalía de haber trabajado sólo 3 singles. «We Can't Stop» fue la reinvención de Cyrus asistida por Mike-Will y «Wrecking Ball» dio a Cyrus su primer No. 1 en el Hot 100, pero después de la sombría, la magnífica «Adore You» fue lanzada a finales de 2013, la polémica estrella del pop se embarcó en la gira Bangerz y cesó con los sencillos. El cuarto sencillo lógico que nunca se lanzó debería haber sido, por supuesto, este corte ceñido por Pharrell Williams, que Cyrus interpretó en la televisión, pero nunca se le dio un vídeo musical o un impulso en la radio. Como causa e intensa como «Wrecking Ball», «Get It Right» continúa siendo un corte estelar del álbum y en el repertorio, pero como una sola canción.» Asimismo, en un artículo publicado en 2015 por The Guardian, la canción fue calificada como una de las 10 mejores de la discografía de la cantante.

## Presentaciones en directo
El 6 de diciembre de 2013, Cyrus interpretó por primera vez «#GETITRIGHT», junto con las canciones «We Can't Stop», «Party in the U.S.A.», «Adore You», «Wrecking Ball» y una versión de «Summertime Sadness» de Lana Del Rey en el Jingle Ball National Tour en Los Ángeles. La actuación llamó la atención de los medios de comunicación después de que Cyrus bailara twerk con un bailarín vestido como Santa Claus, interpretado por su amigo Cheyne Thomas.
El 31 de diciembre Cyrus volvió a interpretar el tema, vestida de dorado con una abrigo de falsa piel, en la mítica Times Square de Nueva York en el evento de fin de año "Dick Clark's New Year's Rockin' Eve" presentado por Ryan Seacrest, donde también interpretó su éxito «Wrecking Ball». El 25 de enero de 2014 en la fiesta Pre-Grammy, Cyrus interpretó «#GETITRIGHT», una versión acústica de «Wrecking Ball» y una versión de «Jolene» de Dolly Parton.
La canción fue interpretada durante el concierto acústico de MTV Unplugged en 2014, donde Cyrus actuó con Madonna.
Cyrus interpretó la canción durante la gira Bangerz Tour de 2014. Durante la actuación, Cyrus se acostaba en una cama vestida con un body plateado y una franja roja en el centro (amarilla en Europa, body completo celeste en Latinoamérica, y la una franja rosada en Australia) y de a poco los bailarines aparecían en la cama. Cyrus volvió a interpretar la canción el 9 de mayo de 2014 en el mini-show que realizó en el club londinense G-A-Y. La cantante volvió a interpretar la canción durante el concierto benéfico "No Adult Swim Party" en Nueva York, esta vez con una estética de mariposa en mayo de 2015.

## Uso de los medios de comunicación
En 2014 Cyrus fue confirmada para ser la nueva imagen de la marca italiana Golden Lady. La marca italiana lanzará una nueva línea de medias sin costuras, para la cual contara con Cyrus bajo el eslogan "Rock your legs". Para su anuncio en televisión, «Get It Right» fue escogida para sonar durante la emisión de dicho cortometraje, donde Cyrus usa unas medias rojas y un corazón hinchable con el que se cubre el torso desnudo. Dicho anuncio fue realizado con el fotógrafo y amigo de Cyrus, Terry Richardson. El 15 de noviembre se publicó el segundo anuncio para la campaña de la firma italiana, donde además de las imágenes antes mostradas, se expuso a Cyrus con unas medias negras y blancas mientras posa con un osito de peluche gigante, encima de una cama y un coche. También volvió a utilizar las medias rojas para posar delante de un arco iluminado con forma de corazón.

## Controversia

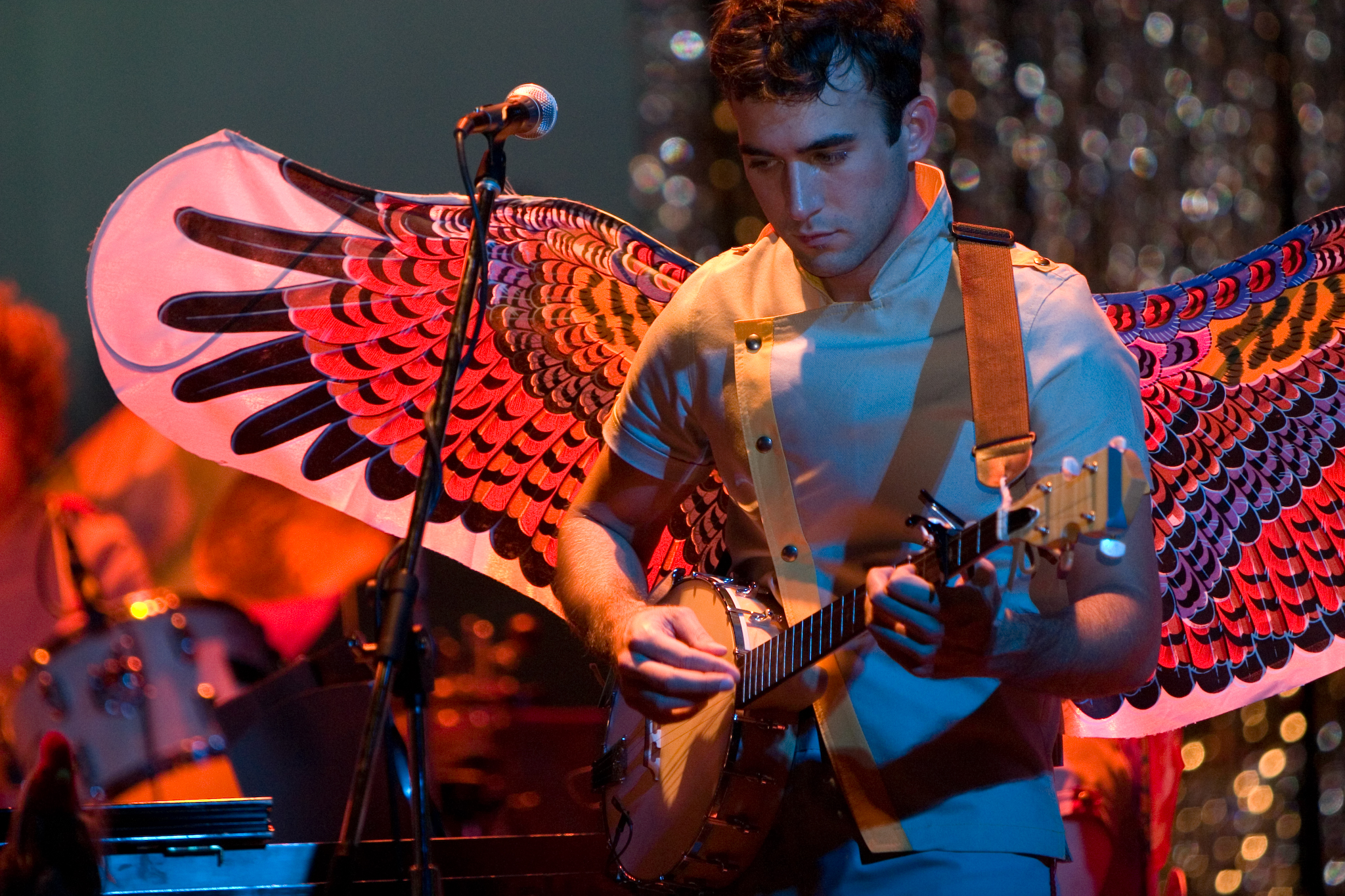
Sufjan Stevens, criticó a la cantante por el mal uso de la gramática inglesa en la canción.

A pocos días de la publicación de la canción, esta se volvió el objetivo de crítica por parte de Sufjan Stevens, debido al mal uso de la gramática inglesa. Stevens publicó una carta a través de su cuenta de Tumblr, en la cual señalaba el mal uso de algunas palabras en la canción. Él escribió: 

«Querida Miley: No puedo dejar de escuchar "Get It Right" (buena canción, gran mensaje y buena letra), pero quizás necesitas una rápida clase de gramática. Especialmente me ha llamado la atención la siguiente frase: «I been laying in this bed all night long» —«He estado "puesta" sobre la cama toda la noche»—. Miley, técnicamente hablando, tú no has estado «laying» —«puesta»— sobre la cama sino «lying» —«tumbada»— sobre ella, ya que es una forma verbal irregular que únicamente puede ser utilizada cuando hay un objeto en la frase. Estoy seguro de que has oído hablar del pretérito perfecto: «I have been lying in this bed all night long» —«He estado tumbada en la cama durante toda la noche»—, no «I been laying» —«Estado tumbada»—. Es una frase errónea, extraña y digna de ir al purgatorio. No es presente, tampoco es pasado, no está ni aquí ni allá. [...] Da igual. Yo no soy el mejor letrista, pero sabes a lo que me refiero. Hazlo bien la siguiente vez. Pero no te preocupes, hasta Faulkner lo confundía. [...] Miley, te quiero porque eres la reina, gramatical y anatómicamente hablando. Además eres el pastel más caliente en la cacerola. No crezcas nunca. Vive brillante antes de que tu fuego se desvanezca en total oscuridad».

## Listas de popularidad

### Semanales
| País (Lista 2013)                  | Mejor posición |
| ---------------------------------- | -------------- |
| Corea del Sur                      | 125            |
| Estados Unidos (Pop Digital Songs) | 44             |

## Créditos y personal
- Miley Cyrus: voz
- Pharrell Williams: producción y composición
- Andrew Coleman: Editor de sonido y arreglo
- John Hanes: Ingeniero de mezcla
- Chad Hugo: Guitarra y silbatos
- Serban Ghenea: Mezcla
- Hart Gunther y Todd Robinson: Asistentes

Fuente: Allmusic y Discogs.